# Амерсфорт (концентрационный лагерь)

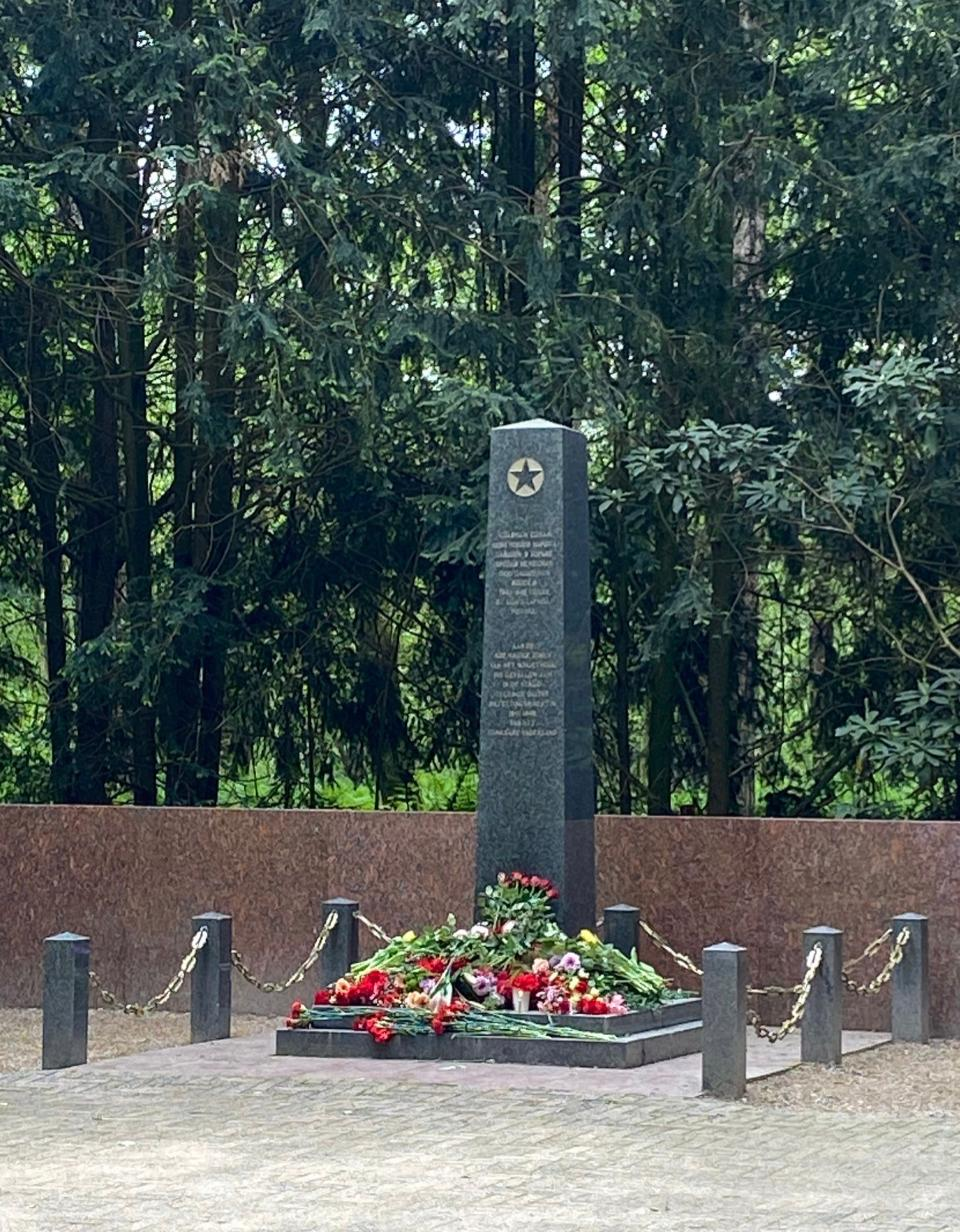
Монумент Кудрист (голл. Koedriest) или Русский монумент вблизи концлагеря Амерсфорт. Создан на месте братской могилы советских узников концлагеря. Надпись на обелиске гласит: «Славным сынам Советского народа павшим в борьбе против немецких оккупационных войск в 1941-1945 годах от благодарной Родины».

Концла́герь А́мерсфорт (нем. Durchgangslager Amersfoort) — концентрационный лагерь, организованный нацистскими оккупационными войсками в оккупированном Германией королевстве Нидерланды. Располагался в южной части города Амерсфорт, действовал с мая 1941 по апрель 1945 года. За это время в Амерсфорт попало свыше 35 000 узников и военнопленных.
Незадолго до войны с 1939 года на месте будущего лагеря располагались военные казармы, в которых базировались артиллерийские части.
В 1941 году был создан немецкий лагерь, в который 18 августа прибыли первые заключённые — 200 коммунистов. Комендантом лагеря был оберштурмфюрер СС Вальтер Генрих. В период с 1941 по 1943 год в лагере содержалось 8800 человек, из которых 2200 были депортированы в Германию. Не менее 850 из заключённых были евреи. Кроме евреев и коммунистов в этом лагере содержались участники Сопротивления и уклоняющиеся от принудительных работ.
В сентябре 1941 года сюда доставили 101 пленного воина-узбека, предположительно из Самаркандской области Узбекской ССР, взятых в плен в боях под Смоленском. В результате нечеловеческих условий содержания, непосильного труда и голода 24 из них умерли от истощения и жестокого обращения, оставшиеся 77 были расстреляны 9 апреля 1942 года. Личности этих воинов-узбеков до сих пор остаются неустановленными.
С 17 мая 1943 года лагерь был передан под контроль местной полиции. В период до 1945 года в лагере находилось 26 500 заключённых, из которых 18 000 были отправлены на восток в Бухенвальд и другие лагеря.
Недалеко от города расположено Лёсденское мемориальное кладбище, на котором похоронено 865 советских солдат. Более 800 из них погибли в концлагере, останки остальных были перезахоронены здесь из других частей страны. Каждая третья могила — безымянная.
Условия содержания были нечеловеческими, особенно ухудшившись зимой и весной 1945 года при развившемся голоде в Голландии, из-за чего большинство военнопленных умерли уже непосредственно после освобождения их американцами.
В 1948 году комендант и охранники лагеря Амерсфорт были осуждены за свои преступления.

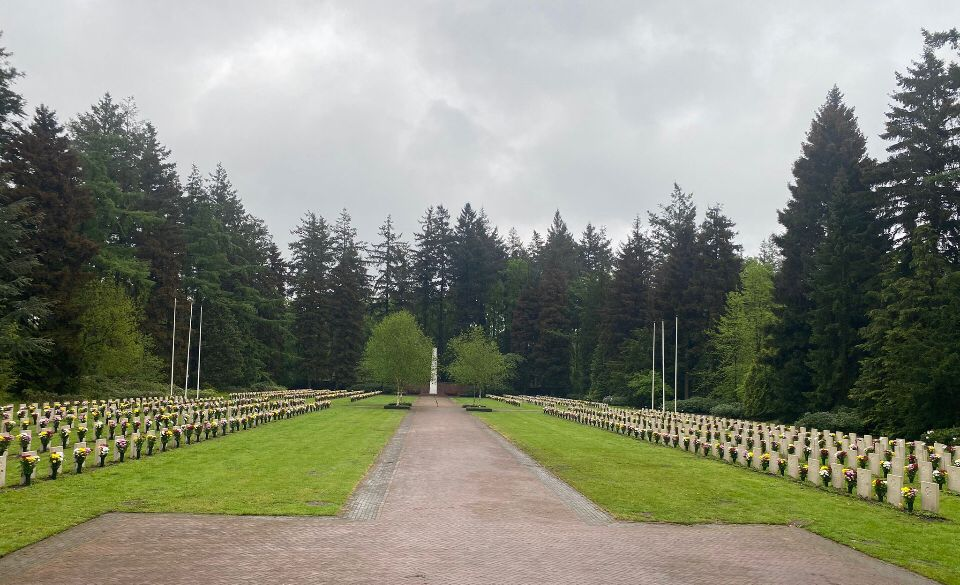
Советское поле славы - часть Лёсденского мемориального кладбища в провинции Утрехт. Здесь похоронены узники концлагеря Амерсфорт, в том числе воины-узбеки.